# Itarissa costaricensis
Itarissa costaricensis är en insektsart som först beskrevs av Rehn, J.A.G. 1917.  Itarissa costaricensis ingår i släktet Itarissa och familjen vårtbitare.

## Underarter
Arten delas in i följande underarter:
- I. c. costaricensis
- I. c. gracilior